# Anatomi

Mondino dei Liuzzi, Anathomia, 1541.

Anatomi (av grekiska ἀνατέμνω anatemnō "skära upp", av ἀνά ana "upp" och τέμνω temnō "skära") är den del av biologin som behandlar hur organismer är uppbyggda. Alla levande organismer består av celler, som struktureras i olika typer av vävnader som i sin tur bygger upp organ; anatomin studerar och systematiserar kunskapen om dessa strukturer. Inom anatomin studeras också den anatomiska variationen mellan individer i samma art.
Anatomin kan delas upp i växtanatomi, vetenskapen om växternas anatomi, och zootomi, vetenskapen om djurens anatomi, och humananatomi. Anatomi är också denna vetenskaps objekt, det vill säga själva uppbyggnaden av de organismer som den studerar.

## Växtanatomi
Växtanatomi, eller med en gammal term fytotomi, är den del av botaniken som behandlar växternas anatomi – särskilt den inre strukturen, som är svår att studera med blotta ögat. Växtanatomin ur ett makroskopiskt perspektiv – rot, blomma, blad, pistill – hör istället till ämnet morfologi. Växtanatomin är nära besläktad med växtfysiologin, och brukar ofta studeras tillsammans med detta ämne.

## Zootomi
Zootomi är vetenskapen om djurens anatomi. Inom zootomin liksom i övrig anatomi är den deskriptiva (beskrivande) anatomin - basen för övrig zootomi. Detta används till komparativ anatomi, där man jämför organ eller organsystem mellan olika arter eller mellan grupper av arter ur ett evolutionärt perspektiv. Ett annat användningsområde är funktionell anatomi, där de anatomiska studierna sätts i sitt samband med dess funktion i djurets kropp.

## Människans anatomi
Människans anatomi – humananatomi, ofta underförstått när man skriver enbart anatomi – betraktas normalt som en del av medicinen, och omfattar då studier av den friska kroppen såväl som dess förändringar vid sjukdom. Historiskt sett har obduktioner av döda kroppar varit en viktig källa till kunskap om människans anatomi. Idag är detta kombinerat med många mer sofistikerade metoder, såsom olika former av röntgenundersökningar. Studier av anatomi förekommer dock utanför medicinen exempelvis av konststuderande, som läser anatomi för att bättre kunna avbilda människokroppen.
Anatomin kan delas in i underämnen på flera sätt.
- Makroskopisk anatomi är den äldsta typen av anatomi, och behandlar den anatomi som är synligt utan yttre hjälpmedel.
- Den mikroskopisk anatomin behandlar vävnader och celler; de förstnämnda inom histologin, de sistnämnda inom cytologin.
- Anatomi kan studeras dels kroppsdel för kroppsdel, med fokus på att namnge alla delar. Detta kallas deskriptiv anatomi.
- Systematisk anatomi koncentrerar sig på olika organsystem med tämligen sammanhållna funktioner, såsom nervsystemet med hjärna och blodkärl och andningsapparaten med lungor och luftvägar.
- Topografisk anatomi (även kallat regionär anatomi, klinisk anatomi eller tillämpad anatomi) studerar hur de inre organen i en viss del av kroppen ligger i förhållande till varandra. Ämnet topografisk anatomi är mycket betydelsefullt för läkare i deras arbete med patienter, och särskilt inom kirurgin.
- Funktionell anatomi studerar funktionella aspekter. Detta gäller särskilt rörelseapparaten, skelettet med dess leder och musklerna. Funktionell anatomi gränsar ofta till topografisk anatomi.
- Röntgenanatomi är en kliniskt inriktad del av anatomin, som studerar kroppen med hjälp av olika former av röntgen – såväl gamla beprövade röntgenmetoder med kontrastvätska som olika typer av skiktröntgen (datortomografi) och MRI (NMR).

Läroböcker i deskriptiv anatomi delar ofta in kroppen i följande delar:
- Huvudet och halsen
- Armen inklusive handen, underarmen, armen, skuldra, axel, området kring bröstmuskeln och skulderbladen
- Thorax – bröstkorgen
- Buken – nedre delen av magen
- Ryggen – ryggraden och dess komponenter, kotorna och de diskar som ligger mellan dem
- Höften och perineum
- Benet inklusive lår, höftleden och foten

### Anatomins historia
Kunskap om människokroppens anatomi har alltid varit av intresse för människan, även om syftena har varierat, allt ifrån behandla sjukdomar och skador till bevarandet av kropp och själ efter döden. De gamla egyptierna lär ha studerat kroppen mycket noga för att kunna mumifiera de döda så skickligt som de gjort.
När man pratar om studerandet av människokroppen för ökad anatomisk kunskap så nämns ofta Herophilos som anatomins fader och med honom nämns även Erasistratos, dessa två män levde i Alexandria runt 320 f Kr och lär ha utfört både dissektioner och vivisektioner på dömda brottslingar och slavar, vars rättigheter inte var desamma som fria mäns. Dessutom utförde också vetenskapsmannen Aristoteles en hel del dissektioner men dessa var mer av filosofiskt än anatomiskt värde. Även fysikern Galenos utförde många dissektioner och även vivisektioner men endast på djur, mestadels kor, grisar och apor, detta då dissekering av människokroppar tagits ur bruk. Galenos utförde många av antikens stora anatomiska arbeten och var noggrannare än sina föregångare då de gällde att nedteckna sina upptäckter vilka vissa senare dock visade sig var felaktiga.
Dessa förfaranden föll sedan ur bruk ända fram till 1315 då en dissektion av en död människa ägde rum i Bologna (Italien). Så småningom kom dissektioner av mänskliga kroppar att bli en rutin inom läkarutbildningen, de kroppar som användes kom främst ifrån avrättade personer. Mondinus de Luzzi var en tidig anatomiprofessor, han är känd som ’anatomins återupptäckare’ och hans bok Anathomia (1316) var den första handboken i anatomi och fysiologi från den nya tidsåldern men den byggde till största delen på Galenos och Aristoteles läror. Dissektionerna vid den här tiden användes till att börja med bara i utbildningssyfte utan att man ifrågasatte de antika skrifterna om anatomin, en av de första att ifrågasätta Galenos tankar var Leonardo Da Vinci som själv studerade människokroppen och utförde en rad dissektioner. Andreas Vesalius frångick helt den tidigare etablerade praxisen som innebar att stå vid katedern och läsa medan en assistent dissekerade, han ställde sig själv att dissekera och hittade då ett flertal fel i den tidigare etablerade anatomin. Genom att skriva ner den information och kunskap som framgick vid dessa obduktioner så kom han att bli den moderna anatomins föregångare, hans bok De humani corporis fabrica libri septem som publicerades 1543 var den första bok med korrekta beskrivningar om hur kroppen ser ut och fungerar.
Anatomins historia har inte ett helt fläckfritt rykte, priset för den korrigerade anatomin var överskridanden av sociala tabun och ibland även etiska gränser. En del av liken fick Vesalius tag i genom stöld och gravplundring och han styckade kroppar och kokade rent skeletten i sitt eget kök, han har även berättat hur han en gång vid dissektion av ett olycksoffer fann att hjärtat fortfarande slog. Det finns flera beskrivningar av liknande tilltag utförda av andra anatomer bland annat lär William Harvey ha dissekerat både sin fars och sin brors kroppar och anatomen Gabriele Falloppio (1523–62) mottog vid ett tillfälle en dödsdömd men ännu inte avrättad person och dödade honom med en stor dos opium för att sedan dissekera honom.

Exempel på anatomiska illustrationer
Ögats anatomi.
Växtanatomi, bladets anatomi.
En orm, exempel på anatomi inom zoologin.